# موش ملخ‌خوار
موش ملخ‌خوار (نام علمی: Onychomys) نام یک سرده از زیرخانواده سینی‌دندانیان است.